# Giorgia Sottana
Giorgia Sottana, née le 15 décembre 1988 à Trévise, est une joueuse italienne de basket-ball évoluant au poste d'arrière.

## Carrière

### Carrière en club
Elle évolue au Reyer Venise Mestre de 2003 à 2011 (avec un intermède à Trévise en 2006), remportant une Coupe d'Italie en 2008.
Elle joue de 2011 à 2012 au Taranto Cras Basket, obtenant le doublé Coupe-Championnat. Elle joue ensuite au Famila Schio de 2012 à 2017, et remporte quatre championnats consécutifs de 2013 à 2016, quatre coupes d'Italie (2013, 2014, 2015 et 2017) et trois supercoupes d'Italie (2012, 2013 et 2014).
Elle part en France en 2017, jouant au Basket Lattes Montpellier (12,8 points à 45 % de réussite). Elle évolue depuis janvier 2018 au Fenerbahçe SK et remporte le Championnat de Turquie de basket-ball féminin cette année-là.
Elle revient en France pour la saison LFB 2019-2020 avec les Flammes Carolo pour 9,1 points par rencontre à 43 % de réussite

### Carrière internationale
Elle est internationale italienne depuis 2007.